# Centropages maigo
Centropages maigo is een eenoogkreeftjessoort uit de familie van de Centropagidae. De wetenschappelijke naam van de soort is voor het eerst geldig gepubliceerd in 2005 door Ohtsuka, Itoh & Mizushima.